# Fido Dido
Pour les articles homonymes, voir Fido et Dido (homonymie).

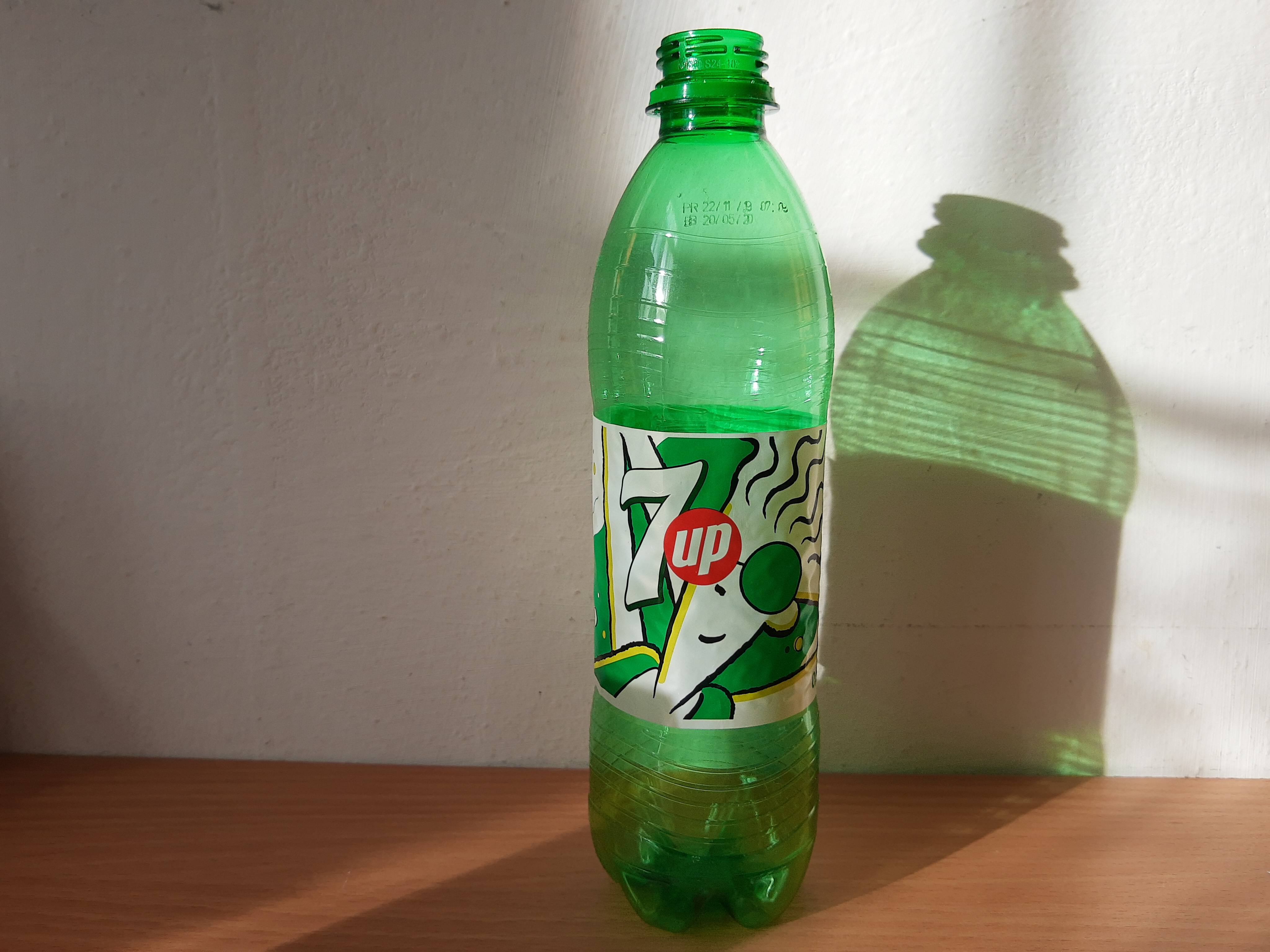
Le personnage Fido Dido sur une bouteille de soda 7 Up

Fido Dido est un personnage publicitaire créé par Joanna Ferrone et l'écrivaine et animatrice de télévision américaine Sue Rose. Dessiné pour la première fois sur la nappe d'un restaurant en 1985 par Sue Rose, il fut imprimé initialement sur des tee-shirts. PepsiCo achète les droits en 1988 aux créateurs, et c'est au début des années 1990 que Fido Dido devient très populaire aux États-Unis et en Europe. La mascotte est alors présente sur un grand nombre de produits dérivés (notamment vêtements et fournitures scolaires) et fut utilisée par Pepsico dans les publicités pour sa boisson 7 Up. Son succès fut cependant éphémère et il disparut à la fin des années 1990, avant de réapparaître en 2006 et de disparaître à nouveau au début des années 2010.
Il fait de nouveau son grand retour pour les 90 ans de la marque. 
Un jeu vidéo, Fido Dido, prévu pour 1994 sur Mega Drive, avait pour personnage principal Fido Dido. Il fut finalement abandonné à l'état de prototype.